# 시민민주당 (슬로바키아)

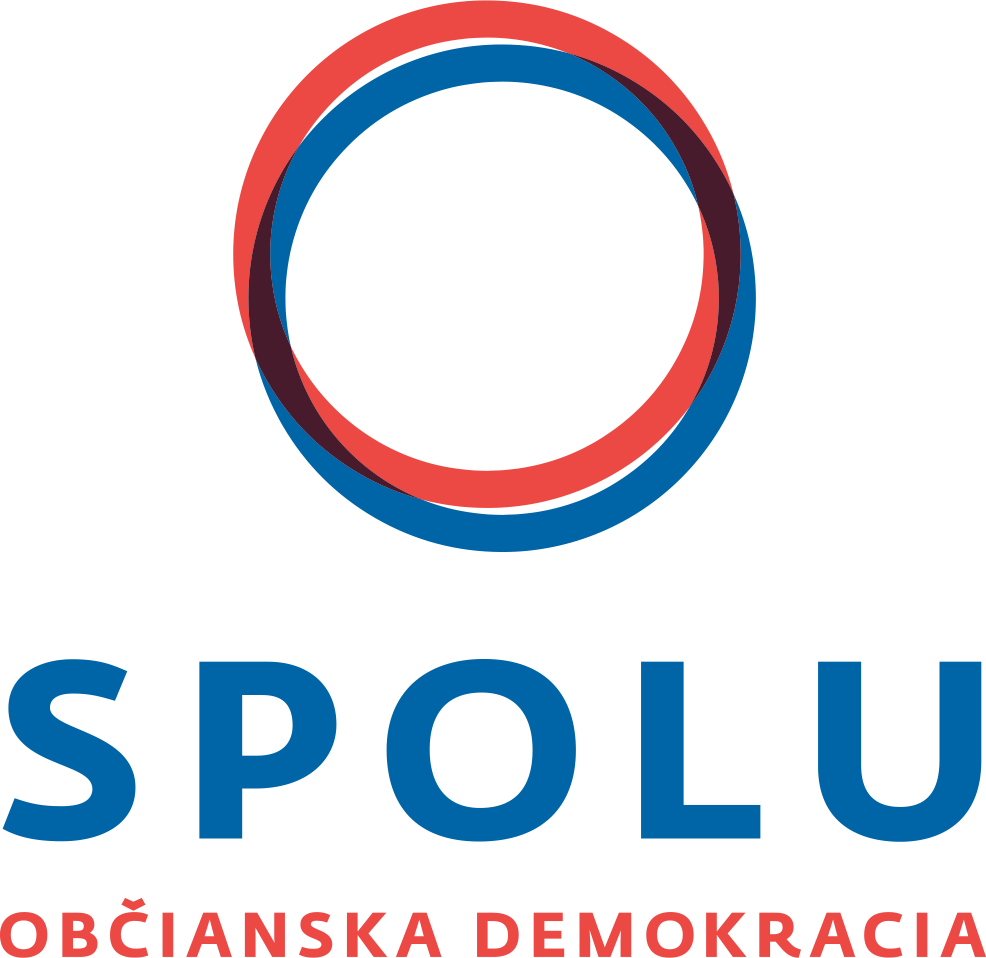

시민민주당(슬로바키아어: SPOLU – občianska demokracia)은 2018년에 창당된 슬로바키아의 자유보수주의 정당이다.

## 역사
2017년 11월 17일 미로슬라프 베블라비 네트워크당 전 부서기와 조지프 미할 자유연대당 전 부서기에 의해 창당되었다. 이 중 베블라비는 네트워크당이 사회민주당 연정에 합류하기로 한 당 결정에 반대하며 탈당한 상황이었다.
친유럽주의 중도우파를 표방하며, 현대적 경제, 편리한 의료제도, 실용적 교육제도를 지향하고 있다.
당 창당기구는 무소속 국회의원들로 구성되어 있으며, 이들은 전 네트워크당, 자유연대당, 평범한 사람 소속이었다. 이하는 해당 의원들이다: 오토 자네이, 조지프 미할, 사이머나 페트릭, 비라 더버코바, 미로슬라프 베블라비, 캐터리나 마차코바. 이외에도 국제 투명성 기구 소속 법조인 파벨 네찰라도 포함되어 있다.
2018년 4월 14일 포프라드에서 창당 전당대회가 열렸으며, 미로슬라프 베블라비가 대표로 당선되었다. 캐터리나 마차코바와 조지프 미할, 그리고 환경운동 "우리가 숲이다"를 조직한 환경운동가이자 반부패 운동을 공로로 2017 흰까마귀상을 수상 받은 에릭 발라즈가 공동 부대표로 선출되었다.